# Landschadenbund

„… Mit Verbindung des allgemeinen Landschadenbundes im Herzogthum Steyer. …“ Zitierung des Landschadenbundes in einer Urkunde vom 12. September 1825, Vordruck für einen Schutz- und Gewährsbrief in der Herrschaft Welsbergl, Weststeiermark, Österreich (3. Zeile von unten)

Das Wort Landschadenbund ist ein historischer Ausdruck aus der juristischen Fachsprache in Österreich. Das mit ihm verbundene Regelwerk wird als eine der wichtigsten partikularrechtlichen Entwicklungen zum Urkundenwesen und als „… bedeutende Erscheinung in der Geschichte des Zivil- und Prozessrechtes …“ geschildert. Die Wurzeln für die Wirkungen des Landschadenbundes werden im 13. bis 14. Jhdt. vermutet. Der Landschadenbund ist in Urkunden bis in das 19. Jhdt. erwähnt. Zu seiner Bedeutung im Lauf der Jahrhunderte gibt es verschiedene Ansichten. Allen Ansichten ist gemeinsam, dass durch ihn rasche und einfach durchführbare rechtliche Maßnahmen gegen wirtschaftliche Nachteile, wie z. B. Schäden aus Vertragsverletzung oder auch langwierige Gerichtsverfahren, getroffen werden sollten.
Die Bezeichnung „Landschadenbund“ wird in verschiedenen Zusammenhängen auch für Gegenstände und Örtlichkeiten verwendet. Der Name des Landschadenbundbechers, der zu den Landessymbolen der Steiermark gezählt wird, wird davon abgeleitet.

## Entstehung
Detaillierte Belege über die Entstehung des Wortes „Landschadenbund“ oder seine ursprüngliche konkrete Bedeutung sind nicht ersichtlich. In einer slowenischen Urkundensammlung sind etwa 200 Belegstellen in Urkunden im möglichst vollständigen Originaltext veröffentlicht, die einen Einblick in die Entwicklung der Vorstufen der Landschadenbundklausel geben und die überblicksweise in einer Publikation von Sergij Vilfan dargestellt sind.
Mit dem Wortteil „Land-…“ wird nicht ein geographisches Herrschaftsgebiet beschrieben, sondern die Bedeutung „üblich, allgemein verbreitet in einem Gebiet“ gemeint (ähnlich beim Wort „landläufig“, das in einer seiner Bedeutungen auch einen rechtlichen Hintergrund hat). Als „Landschaden“ galten Ereignisse, die ein größeres Gebiet betrafen, wie z. B. Naturkatastrophen, militärische Konflikte, Missernten und ähnliche Ursachen. Der Wortteil „…-bund“ weist auf einen abgeschlossenen Vertrag hin, es wird in diesem Zusammenhang auch das Wort Gedinge verwendet.
Offen ist, ob ursprünglich tatsächlich jemals ein formaler schriftlicher Vertrag vorhanden war, der als Vorbild diente, oder ob der Wortteil „Bund“ nur auf eine mündlich oder brieflich koordinierte gemeinsame Vorgangsweise oder eine Usance der jeweiligen Betroffenen hinweist, an die man sich aus gesellschaftlichen Gründen hielt. In der Literatur wird auch zur Diskussion gestellt, dass es sich beim Wort „Landschadenbund“ (nur) um eine kurze Ausdrucksweise für eine ältere juristische Formel handelte, wobei der Ausdruck mit der Entstehung der Formel wenig zu tun hatte.

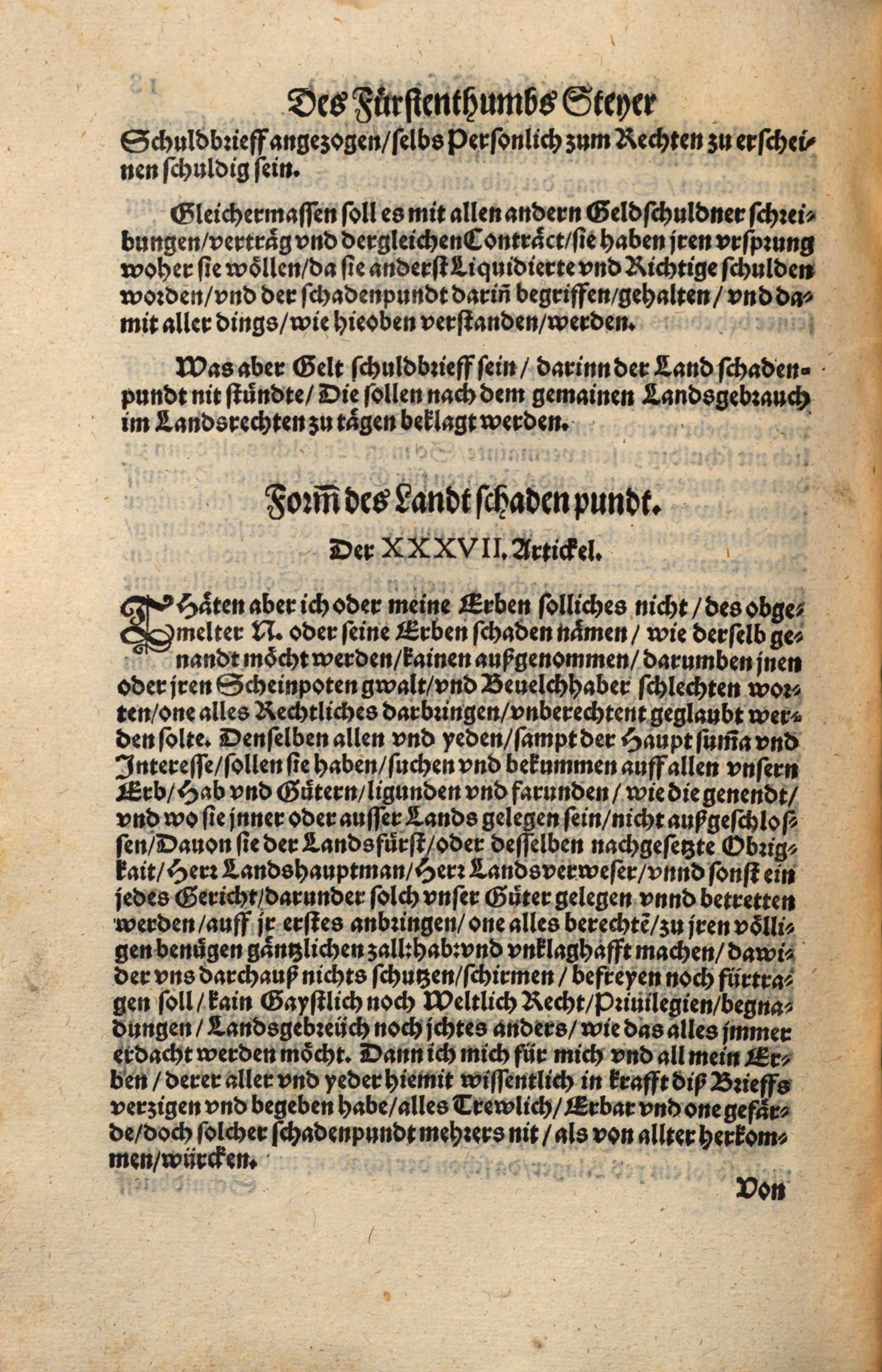
Der Landschadenbund in Artikel XXXVII der steirischen Landrechtsreformation 1574

Das Wort „Bund“ kann weiters sowohl etwas Bindendes als auch etwas Gebundenes ausdrücken. Offen ist damit auch, ob ursprünglich mit diesem Wortteil gemeint war, dass ein drohender Schaden vorsorglich durch gemeinschaftliche Abwehrmaßnahmen (Abwehrbund, abgesprochenes Verhalten) abgewehrt werden oder ob ein bereits eingetretener Schaden in seinen Auswirkungen durch eine gemeinschaftliche Aushilfe (Unterstützungsbund) gemildert werden sollte.

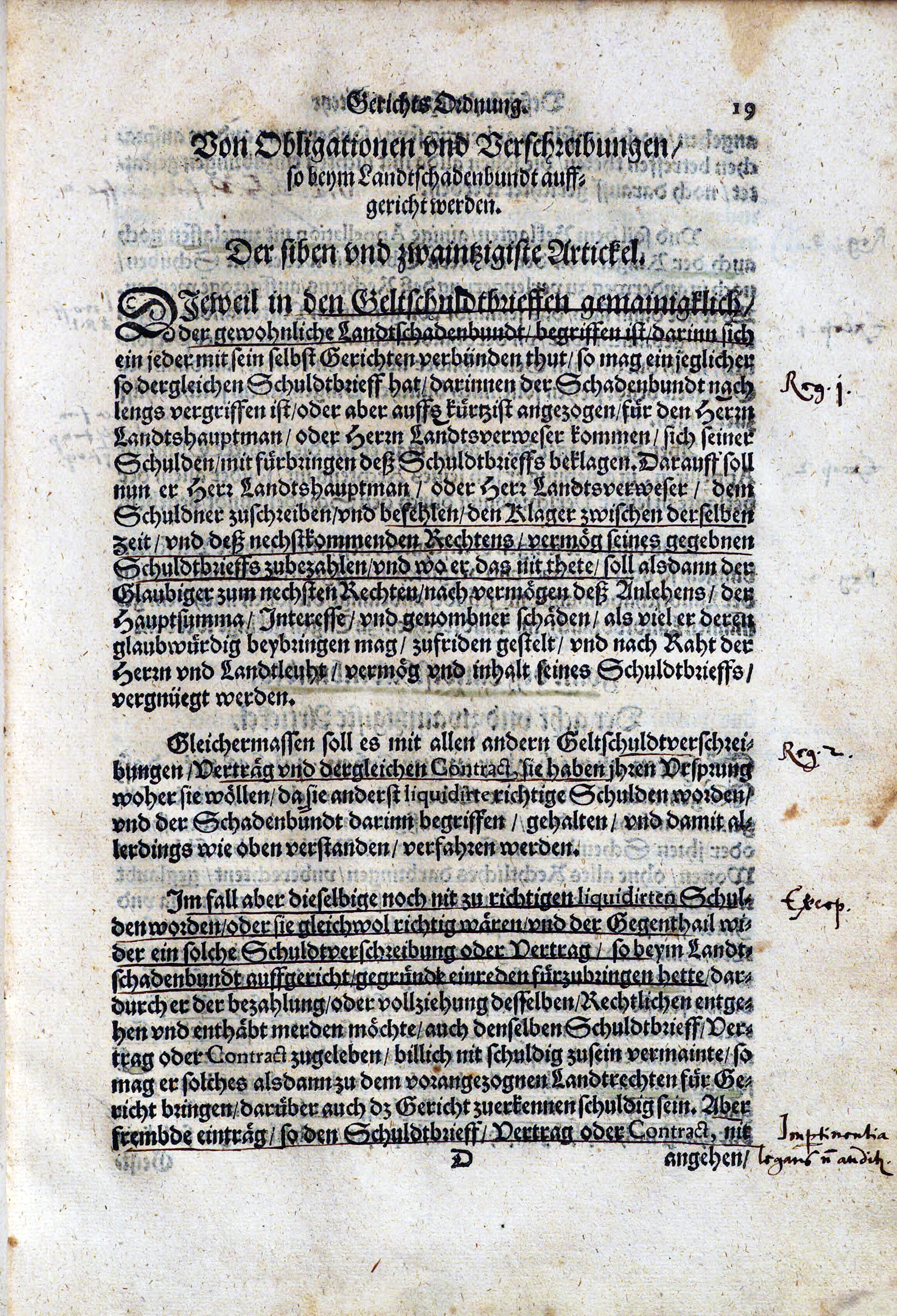
Zum Landschadenbund: Artikel 27 der steirischen Gerichtsordnung 1618

## Allgemeiner Inhalt
Der Begriff Landschadenbund wurde hauptsächlich in Innerösterreich verwendet. Dieses Gebiet war vom 14. bis zum 18. Jahrhundert (mit Unterbrechungen) im Rahmen des Herrschaftsbereichs der Habsburger in Österreich eine mehr oder weniger eigenständige politische Einheit mit der Hauptstadt Graz. Ein Landschadenbund wird auch für Illyrien als bekannt beschrieben. Der Begriff wurde unterschiedlich intensiv und auch in verschiedenen Varianten verwendet.
Der Landschadenbund wird als gegenseitige Unterstützungseinrichtung der Mitglieder der steirischen Herrschaftsebene zur schnelleren Erledigung von Klagen geschildert, aus der sich eine allgemein verwendete Vertragsklausel entwickelt habe, die auf diese Einrichtung Bezug nahm. Ob die Benennung des Landschadenbundbechers, eines großen Pokals, als Hinweis darauf herangezogen werden kann, ist nicht konkret belegbar. Der Landschadenbund wird auch als eine Art Versicherung oder Schirmversprechen (Schutz- oder Beistandsversprechen) beschrieben.
Als Landschadenbund wird auch eine Haftungsgemeinschaft des steirischen Adels vermutet, die für zahlungsunfähige Mitglieder einsprang.  Mangels greifbarer Belege wird diese Sichtweise jedoch bezweifelt. Landesweite Schäden schmälerten die Erträge der Grundherrschaften aus eigenem Grundbesitz, beeinträchtigten aber auch die Leistungsfähigkeit (Zehent, Robot etc.) der untergebenen Bauern bzw. Leibeigenen, somit die Wirtschafts- und Verteidigungskraft des ganzen Landes. Ob die weitere Entwicklung tatsächlich (allein) auf diesen Zweck zurückgeführt werden kann, ist nicht belegbar, aber auch nicht auszuschließen, weil die Länder Innerösterreichs große Belastungen für die Abwehr der Osmanenangriffe gegen Österreich zu tragen hatten und eine möglichst rasche und sichere Grundlage für die Behandlung von Forderungen notwendig war.
Eine Funktion als gegenseitiger Unterstützungsverein in finanziellen Zusammenhängen wurde noch 1864 im steirischen Landtag als Argument für die Gründung einer Boden-Kredit-Anstalt verwendet.
Der Landschadenbund wird auch organisatorisch als Rechtsinstanz bei Streitigkeiten, Schadensansprüchen und Versicherungsfragen geschildert und als Frühform einer landesweiten Rechtsgenossenschaft beschrieben.
1574 wurde der Landschadenbund, der bereits lange vorher, wenn auch nicht immer unter diesem Namen als Rechtsformel bekannt war, für die Steiermark „… als Rechtsinstitution in die Gerichtsordnung übernommen.“ Die Gerichtsordnung für Krain behandelte dieses Thema mit einem unterschiedlichen Text bereits 1571.

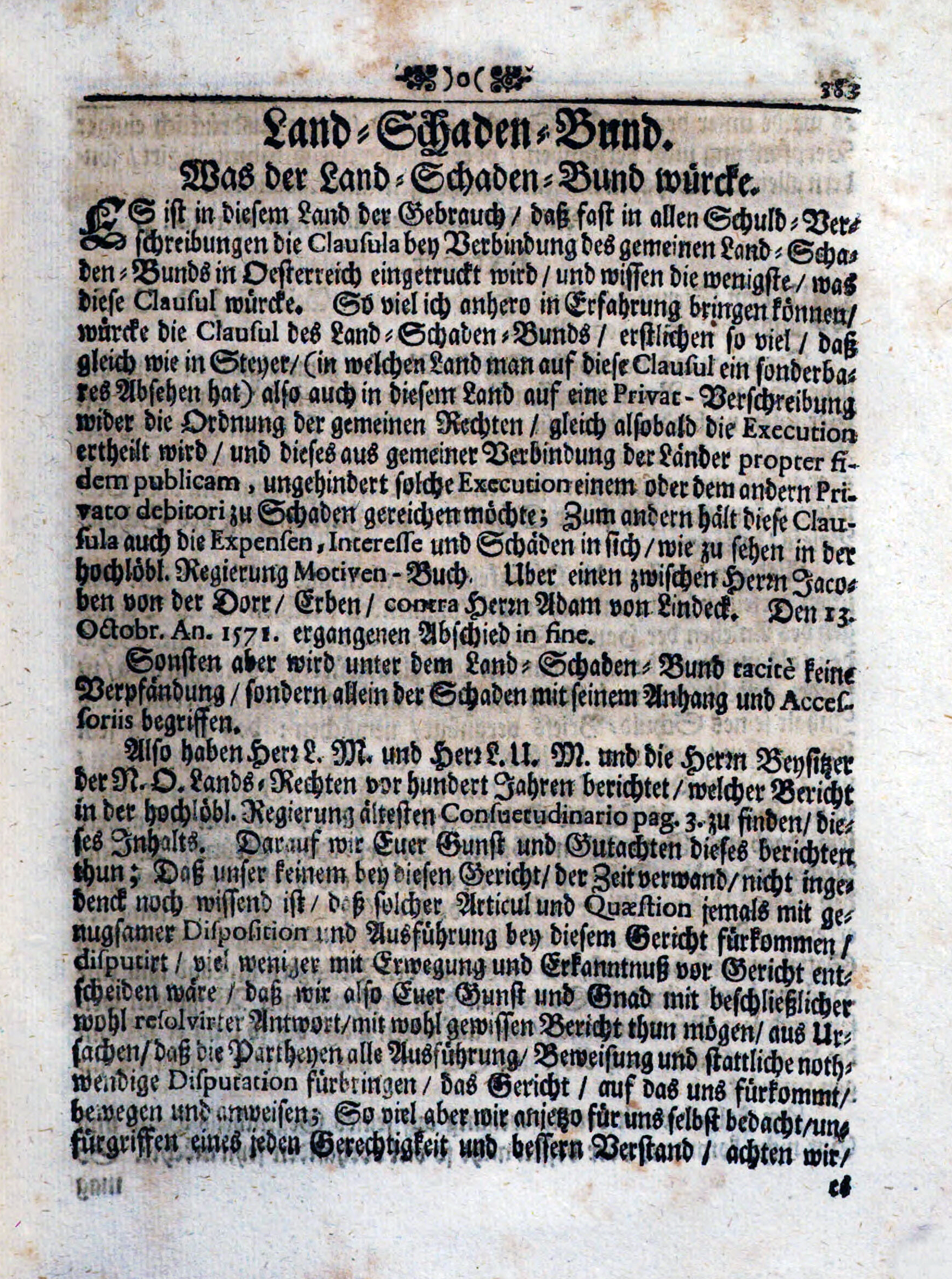
Kommentar von Johann Baptist Suttinger (1608–1662), Auflage 1716
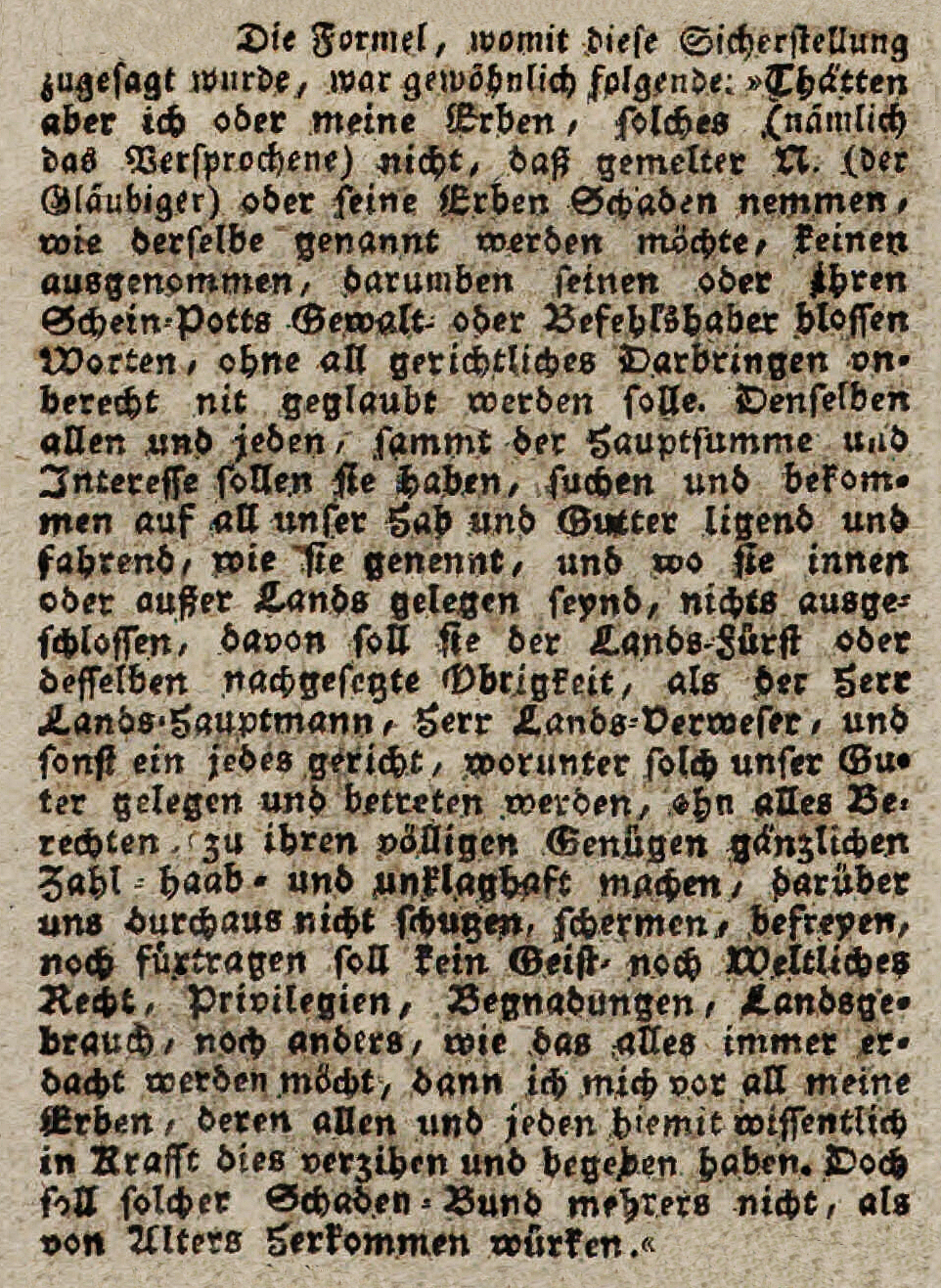
Ursprünglicher Text einer Schadenbund-Klausel in Kärnten
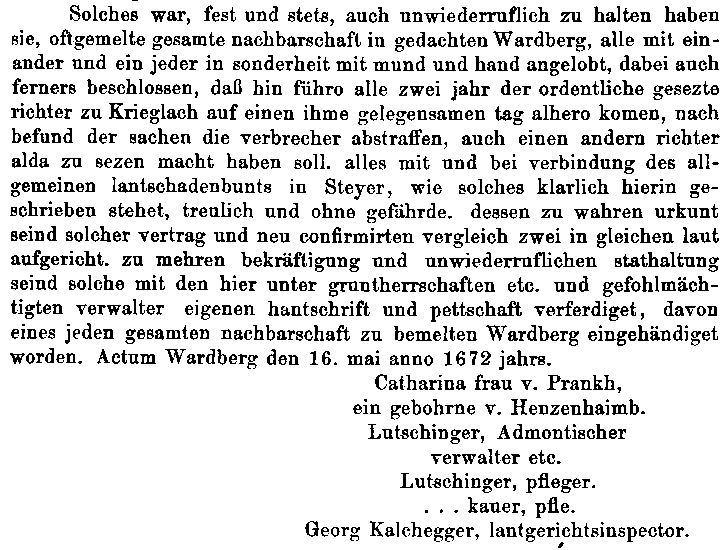
Der Landschadenbund in einer Urkunde aus 1672 im Mürztal (Zeile acht von oben)
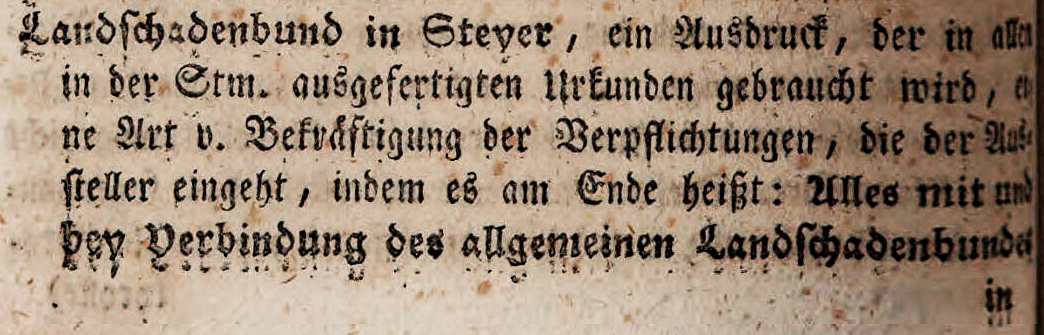
Der Landschadenbund im Repertorium von Joseph Kindermann 1798, S. 326 bis ...
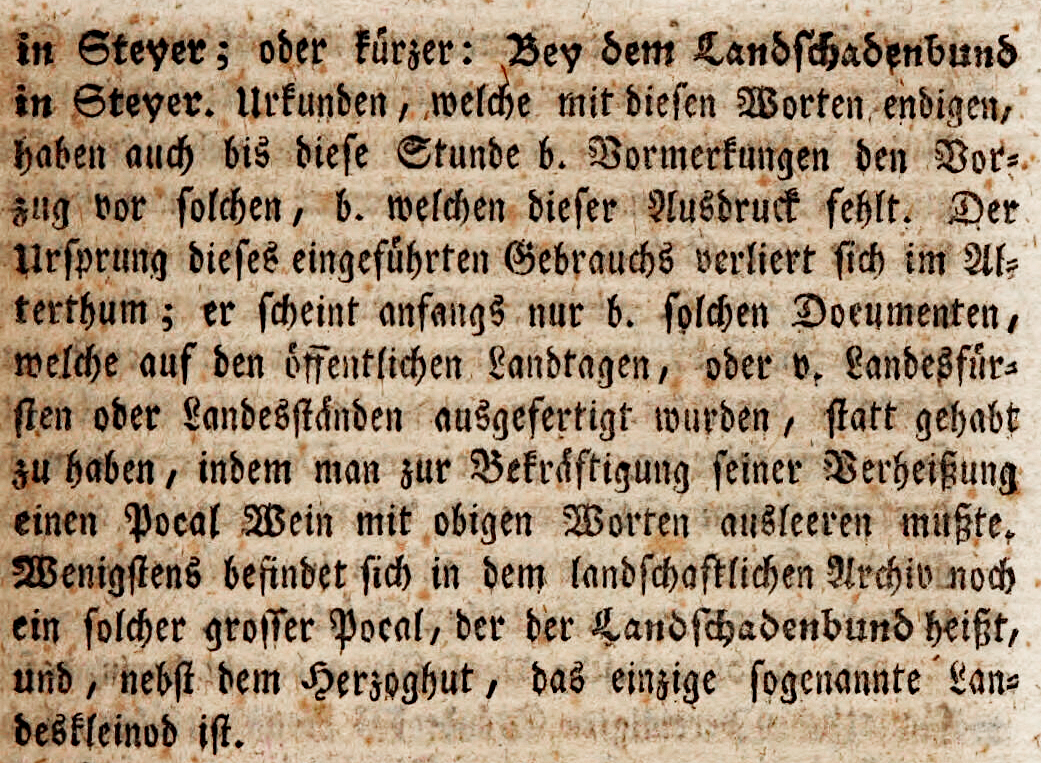
… S. 327, mit Erwähnung des Pokals, der als „Landschadenbund“ bezeichnet wurde (3. Zeile von unten)
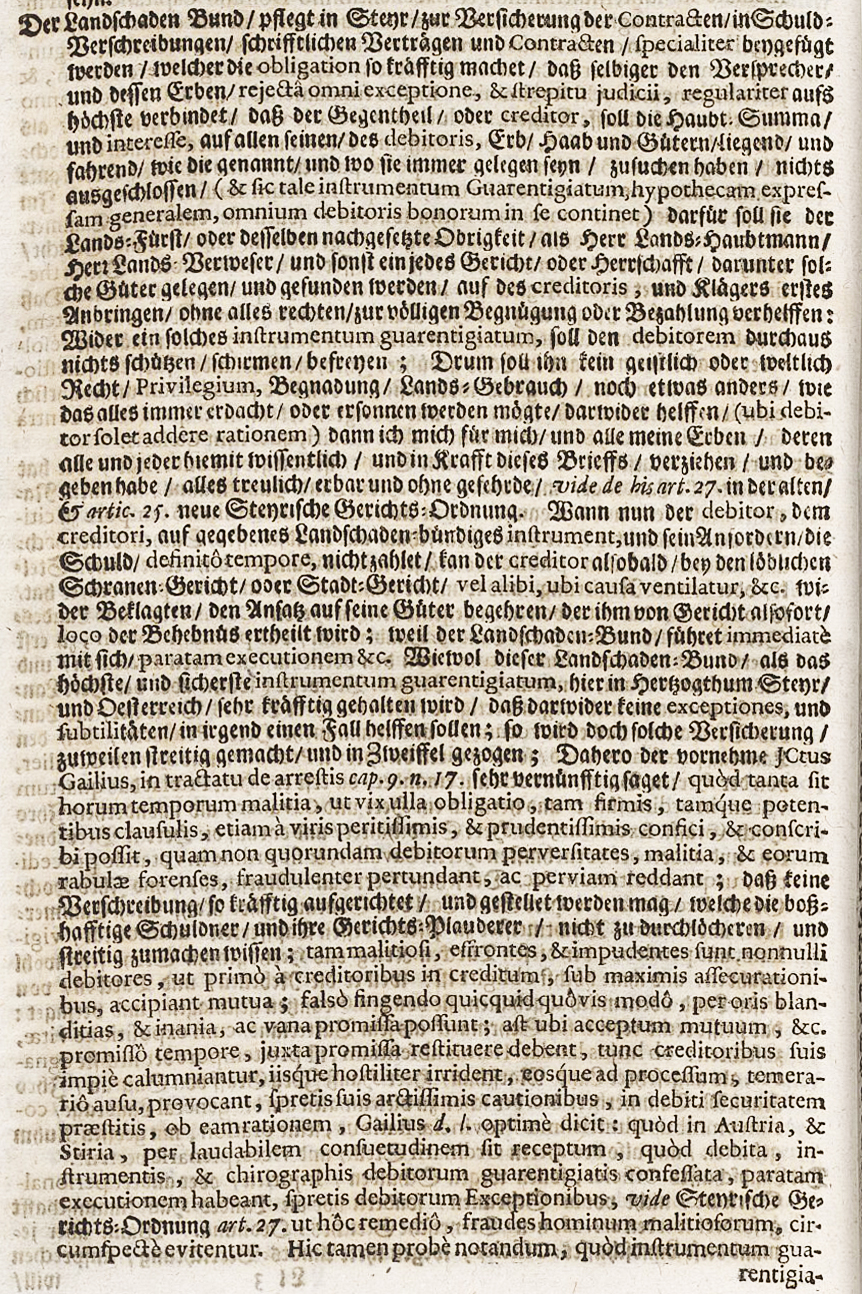
Der Landschadenbund als „instrumentum guarentigiatum“[32] bei Nicolaus Beckmann 1688
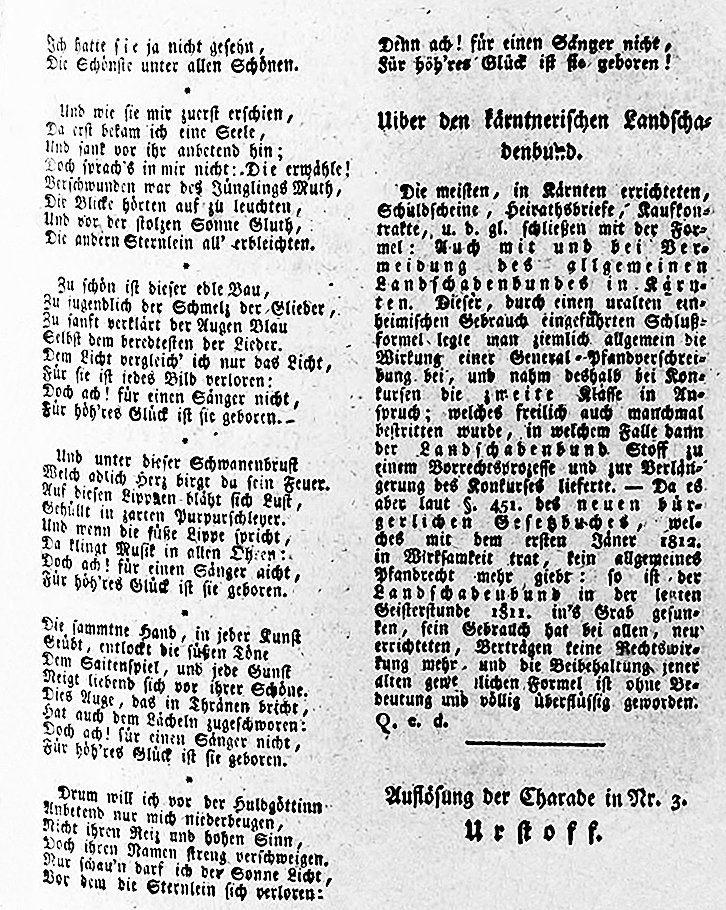
Rechte Spalte: Nach Inkrafttreten des ABGB 1812 fielen Rangvorrechte aus Landschadenbundklauseln weg.
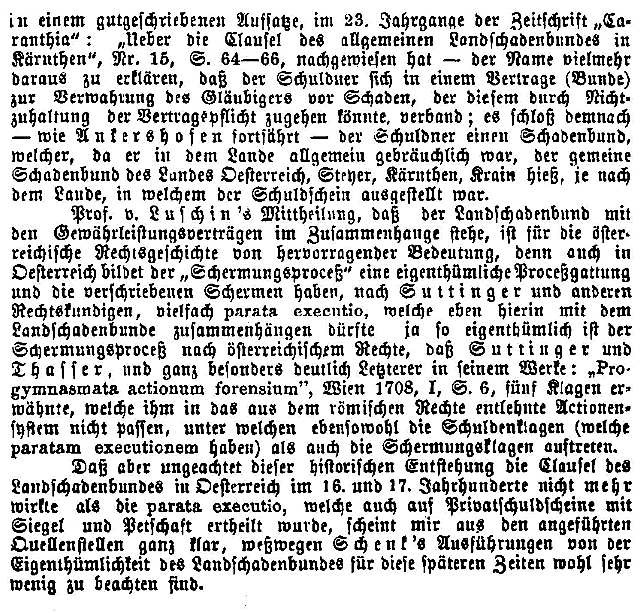
Erklärung des Ausdrucks bei Carl Chorinsky 1879

Ob der Begriff „Landschaden“ daher bei der hier geschilderten vertragsrechtlichen Deutung des Ausdruckes zumindest ursprünglich im Hintergrund eine Rolle spielte, ist offen: Auch allgemein wirtschaftlich schädliche Verhaltensweisen wie Nichtzahlung von Forderungen, gewaltsame Selbstjustiz mit Landfriedensstörung, Flucht vor Gläubigern, Verfahrensverschleppungen über Jahre, schlechte wirtschaftliche Situation usw. sind allgemein geltende Nachteile. Die negativen Auswirkungen von eigenmächtigem Handeln bzw. gewaltsamer Selbstjustiz, die durch die Formulierung des Landschadenbundes in den einzelnen Verträgen vermieden werden sollten, sind in einer Publikation zum Landschadenbund ausdrücklich erwähnt.
Ein weiteres Motiv für Vereinheitlichungen, wie sie durch den Landschadenbund ermöglicht wurden, kann die enorme Rechtszersplitterung im 15. und 16. Jhdt. in Österreich sein. Für fast jedes Herrschaftsgebiet bestanden eigene Landesgerichte mit eigenen Verfahrensregeln (Territorialgerichtsverfassungen), die erst im Lauf der Jahrhunderte schrittweise vereinheitlicht werden konnten. Dazu kam eine Gemengelage germanischen, römischen und kanonischen Rechts mit Gewohnheitsrecht, die von Reichsgerichten, landesherrlichen Gerichten, städtischen Gerichten, Lehnsgerichten, Dienstgerichten, Hofgerichten und kirchlichen Gerichten anzuwenden war und zu denen es auch eine Reihe von Ausnahmebestimmungen gab, z. B. für Burgfriede, oder das Privilegium de non evocando (Befreiung von Vorladungen) bzw. das Privilegium de non appellando – (kein Rechtsmittel zulässig). Durch solche Ausnahmeprivilegien war auch die rechtsvereinheitlichende Wirkung des Reichskammergerichts nur gering.
Die Veröffentlichungen zum Landschadenbund beschäftigen sich weitgehend mit dessen rechtlichen Auswirkungen auf die Einbringung von Forderungen. Das betrifft sowohl die jeweilige Urkunde als auch das zu ihrer Durchsetzung verwendete Gerichtsverfahren. Ob und aus welchen Gründen die Bezeichnung eines Gegenstandes wie des Landschadenbundbechers aus Graz, eines Berges oder einer Wallanlage in Kärnten (siehe den Abschnitt über weitere Verwendungen) auf eine dieser Wirkungen bzw. Worte rückführbar sind, ist nicht belegbar.

## Der Landschadenbund als Vertragsklausel

### Verwendung
Bis in das 19. Jhdt. findet sich in Vertragstexten eine Formulierung wie „… mit Verbindung des allgemeinen Landschadenbundes [im Herzogthum Steyer, in Kärnten etc.]. …“. Urkunden mit einer solchen Formulierung wurden als „landschadenbündig“ bezeichnet. Alternative Schreibweisen sind Landschadenpundt, Schadenpund etc., es kommt auch vor, dass der Inhalt ohne Verwendung des Wortes „Landschadenbund“ ausgedrückt wird.
Urkunden bekamen damit höheren juristischen Wert als jene Texte, in denen diese Klausel nicht enthalten war. In diesem Zusammenhang wurde der Ausdruck als Vorläufer des heutigen vollstreckbaren Notariatsaktes betrachtet, der ebenfalls die erleichterte Einbringung von Forderungen bewirken soll.
Mit dem Landschadenbund waren zwei Vorgangsweisen verbunden: einerseits eine besondere Textgestaltung von Urkunden, andererseits ein spezielles Gerichtsverfahren.
Die Landschadenbund-Klausel unterlag wie andere Vertragsteile einer Verjährungsfrist (30 Jahre), wenn in einer Angelegenheit mehrere solche Klauseln vorlagen, hatte eine ältere Erklärung Vorrang vor den späteren.
Im Zusammenhang mit der gerichtlichen Durchsetzung wird auf den „Schermungsprozess“ (von: Abschirmung, Schutzgewährung) hingewiesen, der im Verfahren nach dem römischen Recht, wie es in der damaligen Zeit als relevant betrachtet wurde, nicht bekannt war und damit eine Besonderheit dieses Gerichtsverfahrens bildet.

### Wirkung
Die zentrale Bedeutung lag darin, dass Forderungen aus einem Vertrag, der eine Klausel mit diesem Ausdruck enthielt, bei Gericht rasch durchsetzbar wurden. Die Klausel bewirkte ein Vollstreckungsprivileg, auch „parate (sofort verfügbare) Exekution“ genannt. Die damit verbundene Vorgangsweise wird im Wesentlichen als Vorläufer von Verfahrensregeln zur Durchsetzung finanzieller Forderungen bis in das Mahnverfahren österreichischer Verfahrensgesetze des 21. Jhdt. gesehen.
Die Formulierung wird dahin verstanden, dass ein Schuldner mit ihr im jeweiligen Vertrag zusagte, den Gläubiger vor Schaden aus der Verletzung der vertraglichen Pflichten so zu bewahren, wie es im jeweiligen Land (Österreich, Steyer, Kärnten, Krain) auf Grundlage dieser Klausel allgemein gebräuchlich war. In dieser Verwendung steht der Landschadenbund im Zusammenhang mit einer Verpflichtung zur Erfüllung eines Vertrages im Einzelfall und hat mit einer allgemein geltenden Verbindung von Ländern oder Grundherren nichts zu tun. Die Formulierung ist üblicherweise Teil des jeweiligen Vertragstextes (Schadensregulierung, Schadenbehandlungsklausel o. ä.).
Die Landschadenbund-Klausel in einem Vertragstext bewirkte, dass der Schuldner verpflichtet war, dem Gläubiger jeden aus der Nichterfüllung dieses Vertrages entstandenen Schaden bereits auf dessen Wort hin zu ersetzen. Bei einer Vertragsverletzung musste zur zwangsweisen Durchsetzung (Exekution) kein Gerichtsprozess abgehalten und kein Urteil im allgemeinen Gerichtsverfahren erwirkt werden. Es genügte, dass der Gläubiger die Urkunde dem Landeshauptmann (dessen Verweser) vorlegte, um die Exekution auch ohne Prozess bewilligt zu erhalten. Details konnten in den einzelnen Ländern unterschiedlich sein. Das bedeutete keine Einbindung der „Politik“, wie es in einer jüngeren Publikation gemeint wird, sondern nutzte einen speziellen Verfahrensweg des allgemein vorhandenen damaligen Gerichtsverfahrens, das „summarische Verfahren“. Der Schuldner hatte nur eine befristete Einspruchsmöglichkeit, ersparte sich aber die mit Gerichtsverfahren der damaligen Zeit nicht unerheblichen Vertretungs- und Reisekosten samt Gerichtsgebühren.
Die Landschadenbund-Klausel in juristisch relevanten Texten wird auf eine Regelung des alten deutschen Rechts zurückgeführt, die Pfändungsklausel in Schuldurkunden. Es wird auch die Meinung vertreten, dass es sich dabei um eine deutschrechtliche Einrichtung handle, die erst später als italienischer Rechtsbrauch aufgefasst wurde. Im 17. Jhdt. wird die Landschadenbundklausel mit dem lat.: „instrumentum guarentigiatum“ aus der italienischen Rechtspraxis des Mittelalters gleichgesetzt. Im Zusammenhang mit der fehlenden Publizität wird ein römischrechtlicher Einfluss erwähnt.
Ob diese einzelvertragliche Zusage in rechtlicher Hinsicht als Gewährleistung, als generelle Pfandrechtseinräumung, Generalpfandverschreibung, Bekräftigung eingegangener Verpflichtungen, eine Art Versicherung, Verzichtserklärung auf Einreden im Gerichtsverfahren, Vollstreckungsunterwerfung usw. zu beurteilen wäre, machte im Ergebnis keinen Unterschied und wurde im Lauf der Zeit auch unterschiedlich gesehen. 
Die Ansicht, dass die Verwendung des Ausdruckes eine Art Pfändungserklärung (des Vermögens des Schuldners zu Gunsten des Gläubigers) enthalten habe, wurde vom Wiener Juristen Johann Baptist Suttinger (1608–1662) vertreten, dies wurde aber schon im 16. Jhdt. unter Hinweis auf eine Regierungsanfrage in Niederösterreich abgelehnt. Allerdings wurde auch noch 1833 publiziert (die einzelnen Länder waren auf dieser Ebene selbstständig), dass es sich um eine „Generalpfanderklärung“ gehandelt habe. Das Verfahren zur Durchsetzung von Forderungen wurde durch die Landschadenbund-Klausel jedenfalls wesentlich erleichtert und rasch zumindest weitgehende Klarheit über die betroffenen Rechtsansprüche (Rechtssicherheit) geschaffen.

### Ende der Verwendung
Die Rechtssicherheit, die durch die Verwendung der Landschadenbund-Klausel entstehen konnte, war allerdings in der Praxis begrenzt: Die Klausel umfasste stets das ganze Vermögen. Wenn jemand mehrere Verträge mit dieser Klausel abgeschlossen hatte, konnten daher mehrere Pfandrechte oder sonstige Beschränkungen bei derselben Sache zusammentreffen. Es gab zunächst Regeln über die Rangreihenfolge. Die Situation bewirkte aber in der Praxis Unsicherheiten, weil nicht immer verlässlich klargestellt werden konnte, ob z. B. ein Grundstück, ein Gegenstand usw. nicht bereits in irgendeinem früheren Vertrag mit der Landschadenbund-Klausel belastet worden war und somit als Sicherheit für Kredite, Darlehen, Belehnungen, Verpfändung etc. nicht mehr uneingeschränkt verwendbar war. Landschadenbund-Klauseln mussten nicht veröffentlicht werden. Die Nachteile, die sich bei der Verpfändung von Grundstücken aus der mangelnden Publizität ergaben, bereiteten im Alltag bei Geld- und Warengeschäften Schwierigkeiten. Diese Situation war mit ein Anlass, diesen Rechtsbereich ab dem 18. Jhdt. zumindest beim Hypothekenrecht neu zu regeln.
Das besondere Gerichtsverfahren für landschadenbündige Urkunden wurde spätestens im Rahmen der Reformen unter Josef II. durch die Allgemeine Gerichtsordnung – AGO ab 1782 formal abgelöst.

### Weiterwirken
Auf Grund der Neuregelung 1782 wird die Meinung vertreten, dass eine Klausel mit dem Wort „Landschadenbund“ für sich allein ab 1782 nur mehr ein bloßer Formalismus ohne konkrete Rechtswirkungen gewesen sei. Es waren aber bei dieser Neuregelung inhaltlich, ohne den Ausdruck „Landschadenbund“ weiter zu verwenden, im Gesetz wichtige Themen wie eine besondere Glaubwürdigkeit gewisser Urkunden weiterhin enthalten. Noch 1798 wurde publiziert, dass Urkunden mit der Erwähnung des Landschadenbundes rechtliche Vorteile brächten. Zumindest in Kärnten wurden Urkunden mit der Erwähnung des Landschadenbundes weiterhin als bevorzugt anerkannt (z. B. für eine bessere Rangordnung bei der Vermögensverteilung in einem Konkurs). Mit der Zitierung des Landschadenbundes war auch nach 1782 das Bestreben verbunden, die betroffene Urkunde zu einer rechtlich bevorzugten Urkunde zu machen, z. B. einer Urkunde, die im Sinn des Gesetzes „vollkommenen Glauben“ aufwies oder mit der man ein generelles Pfandrecht an Sachen des Schuldners behaupten konnte. Vorrechte aus einer Landschadenbundklausel, wie eine bevorzugte Stellung (Rangvorrechte) bei Konkursen, fielen erst 1812 mit der Einführung des ABGB jedenfalls weg, weil es ab dann kein Generalpfandrecht an allen Sachen eines Schuldners mehr gab.
Bei den Vorarbeiten zur Erstellung des einheitlichen österreichischen Zivilgesetzbuches, des ABGB, wurde aus den Ländern Krain und Steiermark vorgeschlagen, den Landschadenbund in das ABGB aufzunehmen. Das war nicht erfolgreich.
Die Landschadenbund-Klausel hatte aber nicht nur einen speziellen gerichtlichen Verfahrensweg eröffnet, sondern auch einen Vertrag unabhängig vom Verfahrensweg zu einer besonders leicht durchsetzbaren Urkunde gemacht (Exekutionstitel). Diese besondere Rechtswirkung einer Urkunde (Vollstreckungsunterwerfung) wurde 1871 in das Regelwerk für das österreichische Notariat aufgenommen. Gesetzliche Bestimmungen über solche vollstreckbare Urkunden gibt es auch im 21. Jhdt.
Die Rechtslage in diesem Zusammenhang war in Europa nicht einheitlich. In der Schweiz wurde das Rechtsinstitut einer vollstreckbaren Urkunde landesweit einheitlich erst mit der neuen Zivilprozessordnung ab 1. Jänner 2011 vor dem Hintergrund des Lugano-Übereinkommens eingeführt.

## Landschadenbundbecher

### Steiermark

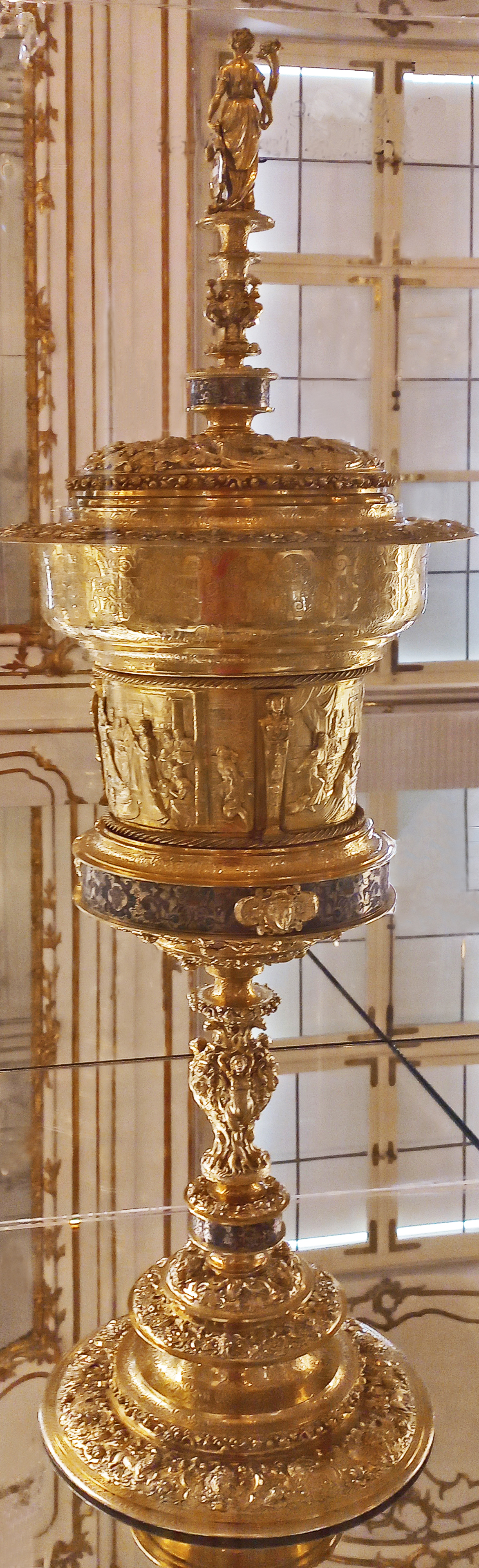
Der Landschadenbundbecher in Graz ist ein Hochzeitspokal aus der Renaissance, entstanden um 1570

Der steirische Landschadenbundbecher ist ein Trinkgefäß in der Form eines Prunkpokals. Er entstand um 1570 in Augsburg, besteht aus goldüberzogenem Silber und ist mit Darstellungen von Bibelszenen geschmückt. Auf seinem Deckel befindet sich eine kleine weibliche Statue mit einem Füllhorn, die Glück („fortuna“) und Überfluss („abundantia“) zum Wohl des Landes und der Ehe versinnbildlichen soll. Als entwerfender Künstler wird Hans Schebel (Schaller) genannt. Das Gefäß wird als ein Hauptwerk der Goldschmiedekunst aus der Zeit der Spätrenaissance bezeichnet. Es ist 105 cm hoch und 12,5 kg schwer. Der Pokal gilt neben dem steirischen Erzherzogshut als Teil der Landeskleinodien des österreichischen Bundeslandes Steiermark und befindet sich in Graz im Joanneum, Museum der Geschichte.
Konkrete Belege darüber, wie der Pokal zu dem Namen „Landschadenbundbecher“ gekommen ist, unter dem er zumindest seit Ende des 18. Jahrhunderts bekannt ist, sind nicht publiziert. Es wird zur Diskussion gestellt, dass der Name als gesellschaftliche Usance, demnach (nur) als eine kurze Ausdrucksweise für eine ältere juristische Formel entstand und der Ausdruck mit der Entstehung der Formel wenig zu tun hatte. Der Name „Landschadenbundbecher“ wird nicht allgemein verwendet: Er scheint zwar in älteren Publikationen und im Internetauftritt der Sammlung Joanneum auf, in den gedruckten Unterlagen wird der Pokal nur als „Hochzeitspokal“ bezeichnet.
Im Zusammenhang mit diesem Pokal wird die Meinung vertreten, dass ein Schuldner „zur bekräftigung seiner Verheißung einen pocal wein …“ mit den Worten „bey dem landschadenbund in Steyer“ auszutrinken gehabt hätte (Weinkauf, Leutkauf). Das setzt voraus, dass der Schuldner, wenn überhaupt dieser Pokal dafür verwendet worden sein sollte, zumindest anfangs, in der Zeit des Erwerbs des Pokals durch die steirischen Landstände im 17. Jhdt., deren Gesellschaftsschicht angehörte oder ihr zumindest nahestand. Für diese Ansicht spricht der Eintrag im Repertorium von Joseph Kindermann 1798, womit anfangs nur höherwertige Urkunden auf diese Weise bekräftigt wurden. Der Ablauf diente später als Vorbild für andere Vertragsabschlüsse, auch im Rahmen der grundherrschaftlichen Verwaltung, wie eine Urkunde aus der Grundherrschaft Welsbergl (siehe Bild) belegt.
Der Pokal war ursprünglich ein Hochzeitsgeschenk von Ferdinand II. von Tirol an Erzherzog Karl II. von Innerösterreich und Maria, Tochter Herzog Albrechts V. von Bayern am 20. August 1571. Es wurde aus diesem Anlass vom Münchner Hof in Auftrag gegeben. Wie das Gefäß in den Besitz der steirischen Landstände gelangte, ist ungeklärt, es ist dazu allerdings ein Vorschlag von Arnold Luschin-Ebengreuth publiziert: Danach soll der Pokal 1619 von Ferdinand II. vor seiner Wahl zum deutschen Kaiser als Gegengeschenk nach einer Schenkung zur Gründung eines Klosters an die Landstände übergeben worden sein. Von den Landständen kam der Pokal durch Erlass vom 29. Mai 1895 an das Joanneum. Eine Erklärung für den Namen war damit nicht verbunden.
Es gibt eine galvanoplastische Kopie des Pokals, die für Ausstellungen verwendet wird. Eine weitere galvanoplastische Kopie, die 1876 angekauft wurde, befindet sich im Kunstgewerbemuseum in den staatlichen Kunstsammlungen Dresden. Im Brooklyn Museum in New York befindet sich ein ähnlich aussehendes Exemplar eines Renaissancepokals, das mit der Bezeichnung „Magdalen College, Oxford 1695“ versehen ist und das 1931 von Georg Wolfbauer mit den Worten „ganz eigenartige Fälschung“ verbunden wurde, er vermutete eine „geschickt ausgegossene Galvanoplastik“. Das wird in einer Publikation des Brooklyner Museums von R. Martine Reay wegen der Unterschiede in Größe, Gewicht und Design in Abrede gestellt und eine Entstehung in der Zeit von 1570 bis 1573 genannt.
1895 wurde vor dem Hintergrund der Finanzierung eines geplanten Bauvorhabens berichtet, es seien für einen Verkauf dieses Kunstwerks 300.000 Gulden geboten worden, was aber abgelehnt worden sei.

### Krain
Es wird in der Literatur auch über einen Landschadenbundbecher des Herzogtums Krain berichtet, der als „… thematisch und stilistisch völlig anders gestaltet …“ beschrieben und in die 2. Hälfte des 17. Jahrhunderts datiert wird. Dieser Becher wurde 1964 im Slowenischen Nationalmuseum in Ljubljana aufbewahrt.

## Andere Verwendungen
Mit der Eigenschaft „landschädig“ wurden im 18. Jahrhundert Personen bezeichnet, die keinen festen Aufenthaltsort hatten und ihren Lebensunterhalt zumindest teilweise aus Vermögensdelikten wie Diebstahl und Raub bestritten.
Der Christofberg in Kärnten ⊙, der Unwetterschäden von einem Gebiet fernhalten sollte, hat den alten volkstümlichen Name „Landschadenbund“. Das wird ausdrücklich auf die Bedeutung des Wortteils „…bund“ für „Band, Fessel“ zurückgeführt. Ob es sich dabei um denselben Berg handelt, der mit der Gründungslegende des Landschadenbundes mit dem Schloss Freudenberg verbunden ist, ist nicht belegt. Eine weitere Erhebung in seiner Nähe, die eine hallstattzeitliche Wallanlage trägt, wird als Landschadenkogel bezeichnet.
Als „Landschaden“ wurden in Württemberg im 15. Jhdt. bis zum Tübinger Vertrag von 1514 die dem Landesherrn vom ganzen Land zu erbringenden Sach- und Geldleistungen bezeichnet.
Für den Namen der Adelsfamilie Landschad von Steinach, die in Hessen auch die „Landschadenburg“ genannte Burg Vorderburg besaß, sind keine Verbindungen mit dem hier behandelten Ausdruck ersichtlich.